# Trechterwasbekertje
Het trechterwasbekertje (Orbilia cyathea) is een schimmel behorend tot de familie Orbiliaceae. Het leeft saprotroof op dood loofhout en kan ook voorkomen op dode schimmels, zoals Fomes.

## Verspreiding
In Nederland komt het trechterwasbekertje matig algemeen voor.